# Der Ghostwriter
Der Ghostwriter (Originaltitel: The Ghost Writer) ist ein deutsch-britisch-französischer Politthriller des Regisseurs Roman Polański, der auf dem Roman Ghost von Robert Harris basiert. Welturaufführung war im Jahr 2010 im Rahmen der Berlinale 2010. Im selben Jahr wurde die Produktion mit dem Europäischen Filmpreis prämiert.

## Handlung

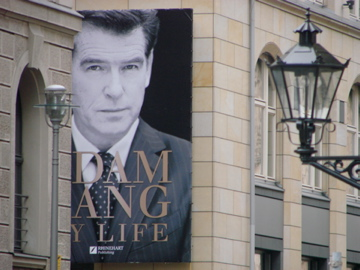
Plakat aus dem Film, Charlottenstraße in Berlin, ein Drehort des Films

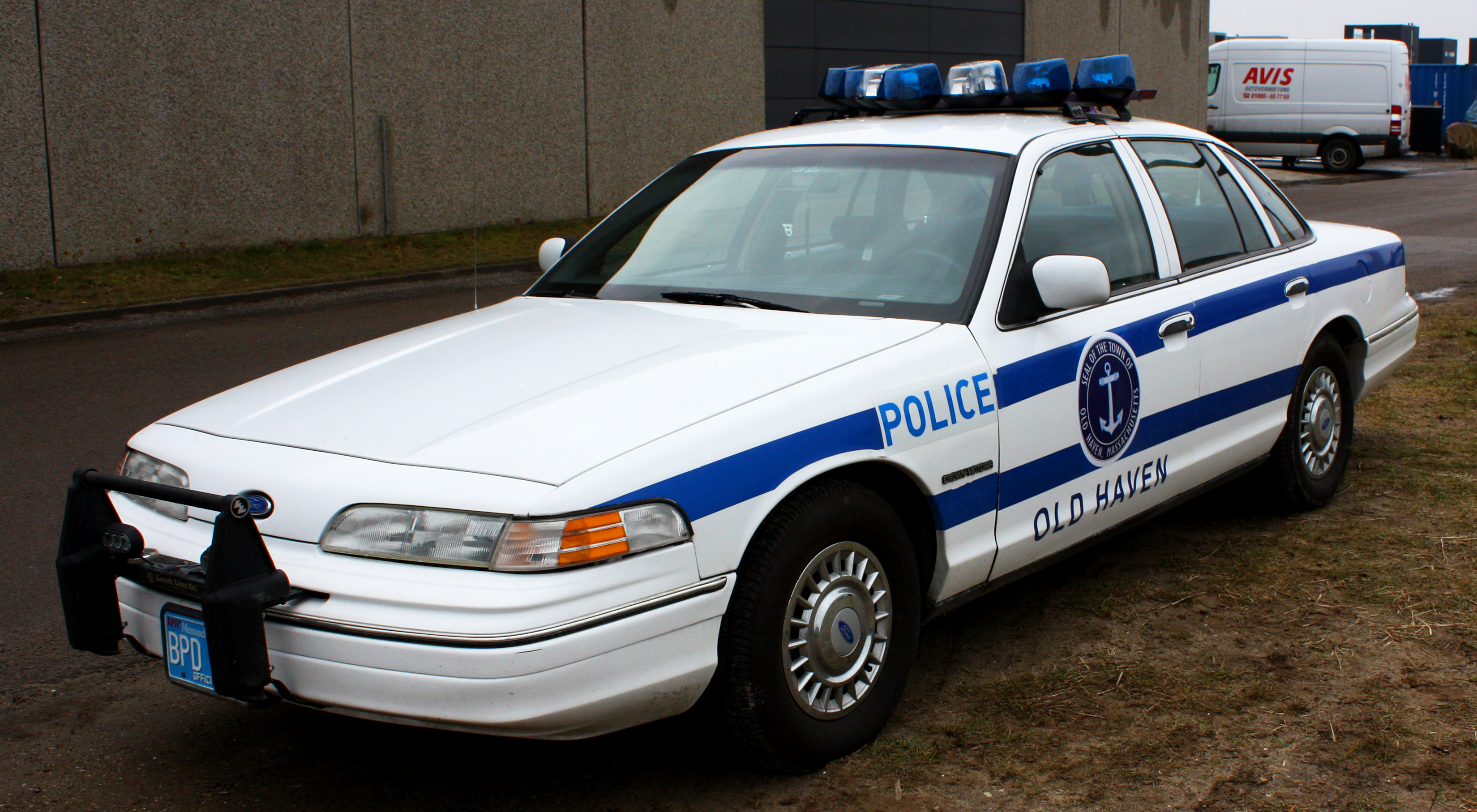
Setfoto: Der US-Streifenwagen aus der Einleitungsszene

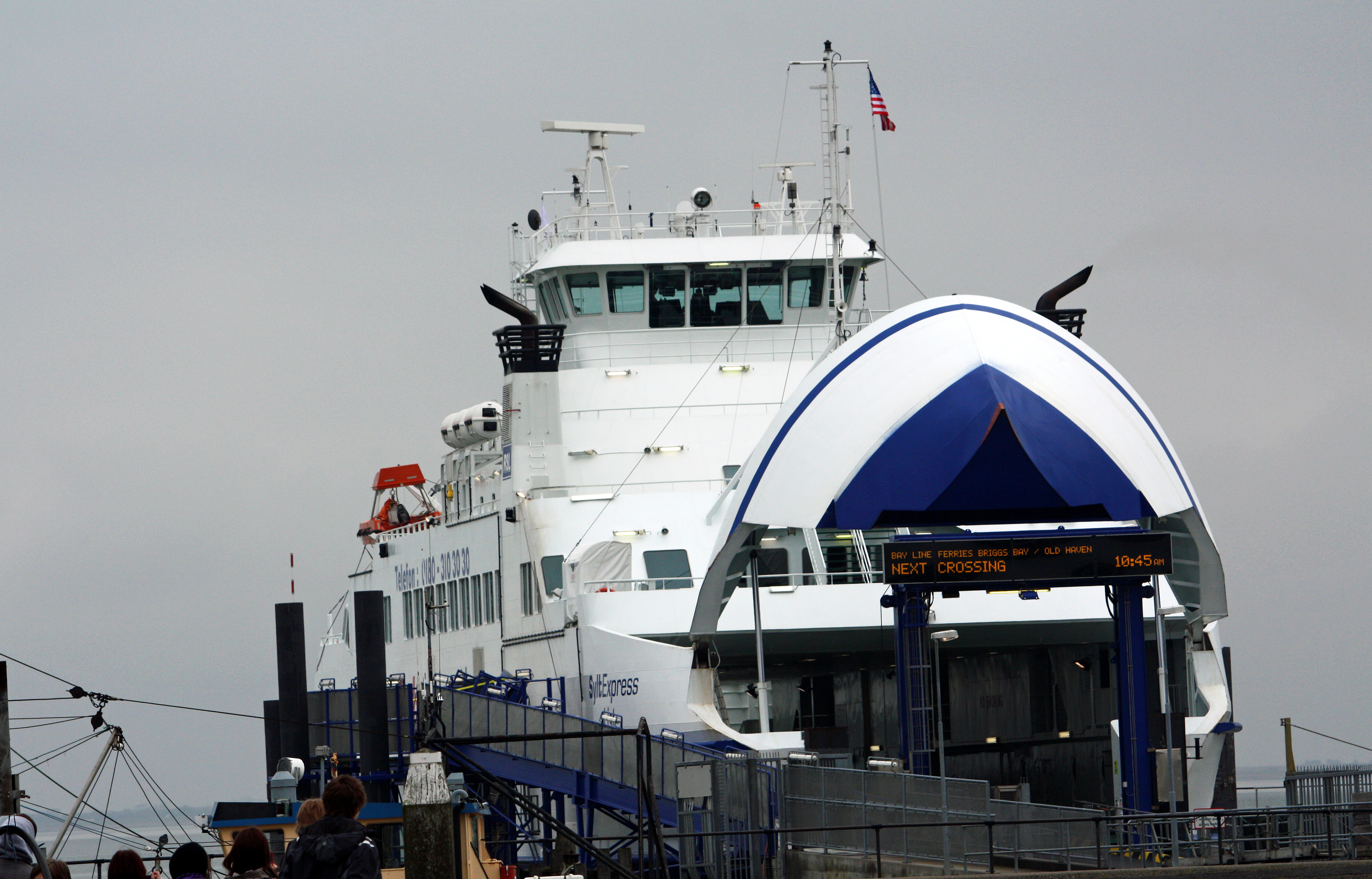
Setfoto: Die Sylt-Express-Fähre der Rømø-Sylt-Linie fährt im Film unter US-Flagge, das Gateway titelt „Bay Line Ferry“

Der Film beginnt mit einer Szene auf einer Fähre an der Ostküste der USA: Alle Autos fahren von Bord, bis auf eines. Dann wird die angespülte Leiche von Mike McAra gezeigt, dem Ghostwriter von Adam Lang, dem ehemaligen britischen Premierminister. Es wird ein Selbstmord durch einen Sprung von der Fähre vermutet, da in seinem Blut eine hohe Konzentration Alkohol nachgewiesen wird. Mit der Fertigstellung der Memoiren Adam Langs beauftragt der Verlag einen erfolgreichen britischen Schriftsteller gegen ein Honorar von 250.000 US-Dollar. Bei dem Treffen erhält der „Ghost“ von Langs Anwalt auch ein Manuskript eines anderen Klienten zur Begutachtung; dieses wird ihm aber auf dem Heimweg von zwei professionell agierenden Maskierten entrissen.
Der „Ghost“ fliegt nach Massachusetts, USA, um dort mit Lang, der wegen seiner Rolle im Irakkrieg unter Druck geraten ist, an dessen Memoiren zu arbeiten. Lang wird vom früheren britischen Außenminister und UN-Beauftragten Richard Rycart beschuldigt, Terrorverdächtige entführt und den USA ausgeliefert zu haben, die diese dann folterten. Lang hat sich auf die Insel Martha’s Vineyard zurückgezogen und wohnt dort in einer bunkerartigen Ferienvilla eines Mäzens zusammen mit einem kleinen Team bestehend aus Ehefrau Ruth, Assistentin Amelia, zwei Sekretärinnen, mehreren Personenschützern und einem Hauswirtschafterehepaar. Hier fühlt er sich vor einer Auslieferung sicher, da die Vereinigten Staaten von Amerika zusammen mit wenigen anderen Staaten den Internationalen Strafgerichtshof nicht anerkennen. Der „Ghost“ wird zuerst in einem Hotel auf der Insel einquartiert, muss aber bald auf das Anwesen des Mäzens umziehen, weil bekannt wird, dass Lang sich auf der Insel aufhält, und das Hotel mit Journalisten überfüllt ist. Lang fliegt dann nach Washington D.C., um sein reines Gewissen zu demonstrieren.
Die USA sehen in McAras Manuskript eine Bedrohung der nationalen Sicherheit; das Manuskript darf daher das Haus nicht verlassen. Der „Ghost“ fragt sich, warum Lang, der als junger Student ein völlig unpolitisches Leben führte, seinerzeit in die Labour Party eingetreten ist und als Politiker Karriere gemacht hat. Er stößt bald auf Geheimnisse in Langs Leben, als er McAras Kleiderschrank ausräumt. In einem versteckten Briefumschlag findet er Fotos aus Langs Zeit an der Cambridge University, die nicht zu McAras Manuskript passen. Während einer Fahrradtour erfährt der „Ghost“, dass der Fundort der Leiche nicht mit den Strömungsverhältnissen übereinstimmt und dort vor Auffinden der Leiche Taschenlampenlicht gesehen wurde. Eine Augenzeugin liegt nach einem Sturz über die Treppe im Koma.
Langs Frau Ruth ist im Anwesen geblieben. Ihr erzählt der „Ghost“ von den Ungereimtheiten im Zusammenhang mit der offiziellen Version des Selbstmordes. Der „Ghost“ unterhält sich mit Ruth und erfährt, dass sie darunter leidet, nicht selbst Karriere gemacht zu haben. Außerdem fürchtet Ruth, dass sich ihr Mann in Washington zu sehr als Erfüllungsgehilfe der USA präsentieren werde. Ruth drängt sich dem „Ghost“ auf, und die beiden schlafen miteinander. Der „Ghost“ zieht am nächsten Morgen wieder in das Hotel zurück und fährt das für Langs Gäste  vorgesehene Auto, mit dem McAra zu Beginn des Films auf der Fähre gestanden hatte. Im Navigationssystem ist noch eine Zieladresse eingespeichert. Der „Ghost“ folgt dem Navigationssystem und gelangt zu Paul Emmett, dem Mann, den McAra vor seinem Tod besuchen wollte. Der Politologieprofessor und Pulitzerpreisträger Emmett ist auf den Fotos aus Langs Studienzeit zu sehen, und der „Ghost“ befragt ihn zu diesen Fotos. Emmett reagiert relativ höflich, aber nervös, gibt nur wenige Informationen und bittet den „Ghost“ zu gehen. Vor seiner Verabschiedung macht Emmett Andeutungen, die der „Ghost“ als Bedrohung empfindet. Als der „Ghost“ vom Besuch bei Paul Emmett zurückfährt, wird er von einem schwarzen Auto verfolgt und kann dieses nur durch eine List abschütteln. Als er jedoch mit der Fähre auf die Insel zurückkehren will, taucht das Auto wieder auf, und die beiden Insassen beginnen nach dem „Ghost“ zu suchen. Der „Ghost“ springt im letzten Moment von der Fähre an Land und mietet sich auf dem Festland in einem Motel ein. In seinem Hotelzimmer ruft er Rycart an, der sich mit ihm treffen will.
Der „Ghost“ beginnt über Emmett im Internet zu recherchieren. Er erfährt, dass dieser mit der CIA in Verbindung gebracht wird. Emmett ist Mitglied im Vorstand des Arcadia Trusts, einer Organisation, die eng mit hohen Militärs und Geheimdienstgrößen verbunden ist. Eines der Mitglieder ist der Vorstandsvorsitzende von Hatherton, einem Rüstungskonzern, der vom Irakkrieg profitiert hat und der in die Affäre um US-amerikanische Entführungen und Folterflüge verwickelt war. Er tauscht sich mit dem Ankläger Richard Rycart aus, zu dem McAra bereits Kontakt hergestellt hatte. Rycart informiert den „Ghost“, dass es McAra war, der ihm belastendes Material hinsichtlich der Kriegsverbrechen Langs zugespielt hatte, nachdem er nach und nach erfahren hatte, für welche Verbrechen Lang verantwortlich war. Rycart weist den „Ghost“ darauf hin, dass Lang während seiner Amtszeit niemals gegen die Interessen der USA gehandelt habe. Lang habe alle umstrittenen Entscheidungen der USA hinsichtlich der Nahostpolitik, des Angriffskrieges gegen den Irak, der Durchführung von Folteraktionen etc. mitgetragen. Lang habe auch jeden Minister entlassen, der Kritik an den USA geübt hatte. Während sich Rycart und der „Ghost“ unterhalten, ruft Lang an, der ihn mit dem Flugzeug auf die Insel bringen möchte. Der „Ghost“ konfrontiert Lang während des Fluges mit seinen Vermutungen, er, Lang, habe Verbindungen zur CIA. Lang streitet alles ab und rechtfertigt seine Politik. Als sie das Flugzeug verlassen, wird Lang von einem ehemaligen britischen Soldaten, dessen Sohn im Irakkrieg getötet wurde, erschossen. Sicherheitskräfte erschießen daraufhin den Attentäter. Lang wird in Großbritannien mit einem Staatsbegräbnis geehrt.
Die Biographie wird vollendet und veröffentlicht. Der „Ghost“ nimmt als Begleitung von Amelia an der Buchpräsentation teil und sieht dort Emmett, der behauptet hatte, keine Beziehung zu den Langs zu haben. Durch eine zufällige Bemerkung Amelias kann der „Ghost“ eine von McAra im Manuskript versteckte Botschaft entschlüsseln: Nicht Lang, sondern dessen Frau Ruth wurde von Emmett seinerzeit für die CIA angeworben. Nach Ruths für die Memoiren getätigter Aussage hat sie ihren Mann stets beraten. Lang handelte somit als Politiker im Sinne der USA, da er von seiner Frau entsprechend beeinflusst wurde, und stieg durch Zutun der CIA auch politisch entsprechend auf, wie Rycart bereits vermutet hatte. Der „Ghost“ notiert die Botschaft und lässt sie Ruth auf einem Zettel zukommen, welche, als sie sie liest, erstarrt. Daraufhin verlässt er mit dem Manuskript in der Hand die Veranstaltung und will ein Taxi anhalten. Dabei läuft er aus dem Bild. Plötzlich beschleunigt ein auf ihn zufahrendes Auto und ein Aufprallgeräusch ist zu hören. Danach wehen die Blätter des Manuskripts über die Straße.

## Produktion

### Entstehung
Der Regisseur Roman Polański sprach schon im Jahr 2007 mit Robert Harris über eine Verfilmung von dessen Roman Pompeji. Der Film, den ursprünglich Summit Entertainment produzieren sollte, wurde bei den Filmfestspielen von Cannes 2007 mit 100 Mio. Dollar als bis dahin potenziell teuerster europäischer Film vorgestellt. Polański zog sich aber 2008 aus dem Projekt zurück, da die angekündigten Autorenstreiks bei ihm zu Terminschwierigkeiten geführt hätten.
Polański widmete sich dann Ghost, dem aktuelleren Roman von Harris. Die beiden begannen mit dem Drehbuch, die Dreharbeiten sollten ursprünglich schon Anfang 2008 beginnen. Als Hauptfigur „The Ghost“ war zuerst Nicolas Cage vorgesehen, der schließlich durch Ewan McGregor ersetzt wurde.

### Dreharbeiten

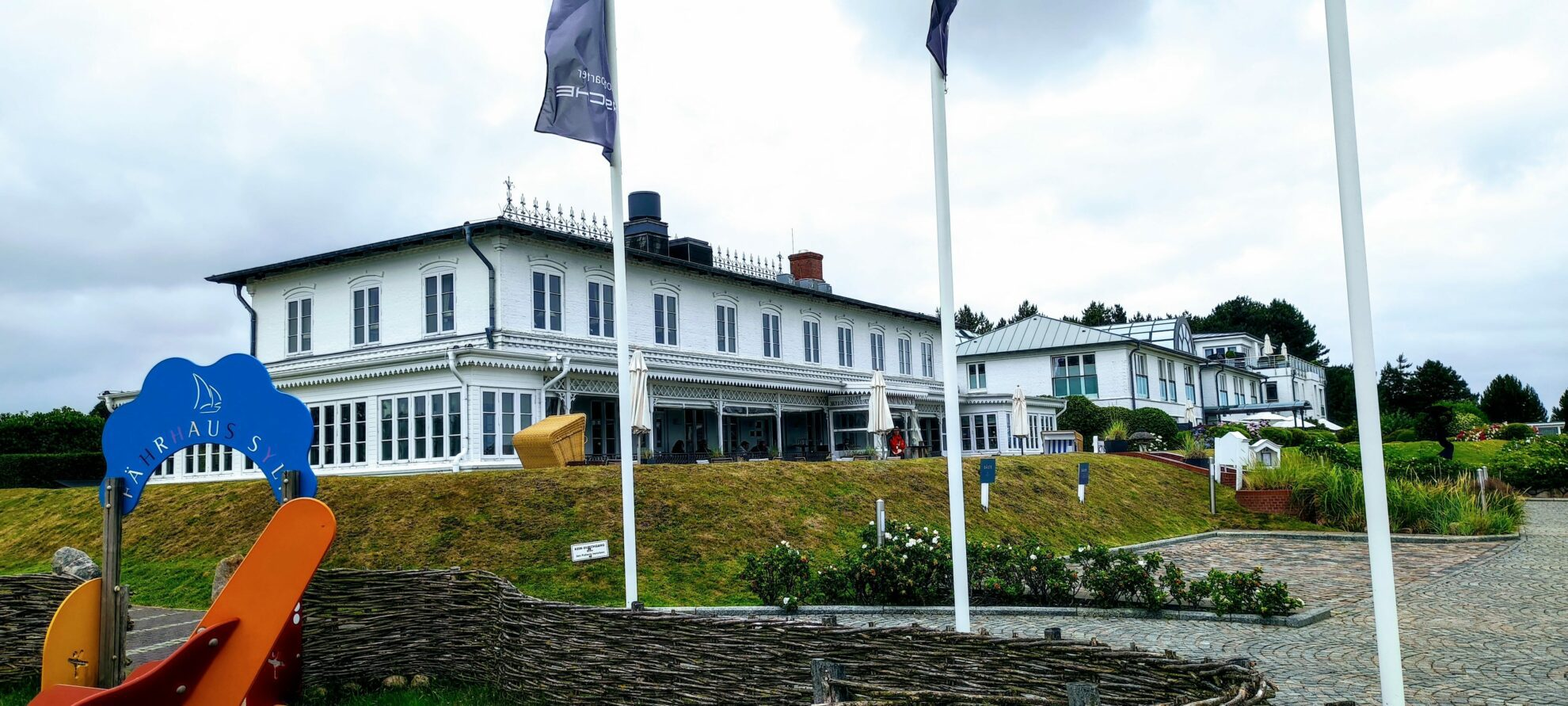
Fährhaus Sylt – 2009 Drehort von The Ghost Writer als das Hotel auf der Insel Martha’s Vineyard, in das ‚der Ghostwriter‘ zunächst eincheckt

Der Ghostwriter wurde von Februar bis Mai 2009 in den Babelsberger Studios (Potsdam), auf dem Flugplatz Strausberg bei Berlin, auf der Ostsee-Insel Usedom am Strand von Peenemünde und auf den Nordsee-Inseln Rømø und Sylt gedreht, deren Landschaft stellvertretend die Insel Martha’s Vineyard vor der Südküste von Massachusetts repräsentierte. Als Verlagsgebäude von Rhinehart Inc. diente die Charlottenstraße 47 in Berlin-Mitte, zwischen Gendarmenmarkt und Unter den Linden. Die Aufnahmen für die Zufahrt und Umgebung von Emmetts Haus entstanden auf dem Südwestkirchhof Stahnsdorf.

#### Problematik während der Postproduktion
Am 26. September 2009 wurde Polański bei der Einreise in die Schweiz am Flughafen Zürich wegen eines internationalen Haftbefehls von 2005 verhaftet. Da der Film sich zu diesem Zeitpunkt noch in der Postproduktionsphase befand, mussten die Mitwirkenden ohne ihren Regisseur auskommen. Polańskis Haft wurde ab dem 4. Dezember 2009 durch elektronisch überwachten Hausarrest ersetzt; der Regisseur arbeitete nun von seinem Haus aus an der Postproduktion von Der Ghostwriter mit, indem ihm DVDs mit Ausschnitten der jeweiligen Versionen des Films geschickt wurden.

### Produktions- und Verleihfirmen
Der Film wurde von RP Films, France 2 Cinéma und Elfte Babelsberg Film produziert. Summit Entertainment ist der US-amerikanische, Kinowelt der deutsche Filmverleih.
Unterstützt mit Geldern der Filmförderung Mecklenburg-Vorpommern machte der Film Schlagzeilen im Schwarzbuch 2012 des Bundes der Steuerzahler e. V., denn trotz geschätzter 73 Millionen US-Dollar Bruttoeinnahmen wurde die Förderung bislang nicht zurückgezahlt.

### Budget
Der Ghostwriter kostete ca. 45 Millionen US-Dollar.

## Synchronisation
Die deutschsprachige Synchronisation entstand im Auftrag der RC Production nach einem Dialogbuch und unter der Dialogregie von Christoph Cierpka.
| Rolle               | Schauspieler    | Synchronsprecher      |
| ------------------- | --------------- | --------------------- |
| Der Ghostwriter     | Ewan McGregor   | Philipp Moog          |
| Adam Lang           | Pierce Brosnan  | Frank Glaubrecht      |
| Ruth Lang           | Olivia Williams | Katrin Decker         |
| Amelia Bly          | Kim Cattrall    | Katarina Tomaschewsky |
| Sidney Kroll        | Timothy Hutton  | Frank Röth            |
| Paul Emmett         | Tom Wilkinson   | Werner Ziebig         |
| Rick Ricardelli     | Jon Bernthal    | Nicolas Böll          |
| John Maddox         | Jim Belushi     | Joachim Tennstedt     |
| Richard Rycart      | Robert Pugh     | Roland Hemmo          |
| Roy                 | Tim Preece      | Wolfgang Condrus      |
| Fremder             | David Rintoul   | Erich Räuker          |
| Alter Inselbewohner | Eli Wallach     | Hasso Zorn            |
| US-Außenministerin  | Mo Asumang      | Peggy Sander          |

## Bezüge zur Politik
Der Autor der Romanvorlage, Robert Harris, war mit dem damaligen Premierminister Tony Blair um 1997 befreundet. Obwohl die Figuren im Film Adam Lang und Richard Rycart heißen, sind die Bezüge zu Blair und seinem ehemaligen und 2005 plötzlich verstorbenen Außenminister Robin Cook unverkennbar. Harris selbst bezeichnet den Roman als politische Satire.

## Kritiken
Das Lexikon des Internationalen Films nennt den Film ein „virtuos zwischen Polit-Thriller und griechischer Tragödie angesiedeltes Krimi-Vexierspiel um die Mechanismen der Macht und den korrumpierenden Einfluss, den sie auf Menschen ausübt. Glänzend gespielt, überzeugend in der Spannungsdramaturgie, pointiert im Einsatz von Humor und Handlungsdetails.“
Critic.de schreibt, dass „alles ist, wie es sein sollte“. Die Besetzung von Pierce Brosnan als Ex-Premierminister sei „allein schon ein deutlicher Fingerzeig, zynischer als durch den vorletzten, großspurig-machohaften James Bond“ könne man Großbritannien nur sehr schwer repräsentieren. Brosnan brilliere hier. Ewan McGregors Darstellung eines namenlosen Ghostwriters werde jedoch „zunehmend steifer“. Dennoch sei der Film „Entertainment auf höchstem Niveau“, düster und sogar ein wenig humorvoll.
In der Süddeutschen Zeitung ist zu lesen, dass die „Adam-Lang-Geschichte, die sich Harris in seiner Enttäuschung über Blair ausgedacht hat“, für die USA kein Kompliment sei.
Trotz der eindeutigen Parallelen zur Person Tony Blairs tat der Autor der Vorlage, Robert Harris, in den Augen von Die Welt gut daran, diesen Hintergrund im Vorfeld des Kinostarts etwas zu marginalisieren, „denn Polanski und er haben keine Politbiographie gedreht, sondern einen Thriller, und einen erstklassigen dazu“.
Der Spiegel schreibt, dass der Film „also als Kommentar in eigener Sache“ verstanden werden könne.
Nach Meinung von Verena Lueken, Filmkritikerin der Frankfurter Allgemeinen Zeitung, sind die Schauplätze das Beste vom Film. Das Strandhaus biete zwar Aussicht auf menschenleere Strände und auf das graue Meer, versprühe aber den „Charme eines Hochsicherheittrakts“. Die Art, wie Polański erzähle, biete jedoch keinerlei Spannung und kommt zu dem Schluss: „ein gut abgehangenes Stück Mainstreamkino, etwas behäbig, nie brisant.“
Die Zeit schreibt, dass Adam Lang „paranoid und feindselig“ sei, zudem „in seiner kalten Einsamkeit vom Wunsch zerfressen, vor der Geschichte und den Toten doch noch Recht zu bekommen“. Hier gelängen Regisseur Polański die besten Szenen. Der Rest des Films erfülle die „Gesetze des Thrillers“.
In der NZZ urteilt man: „The Ghost Writer ist Polanskis bester Film seit langem. In der schnörkellosen Inszenierung zeigt er sein ganzes handwerkliches Können und erweist dem Grossmeister des Suspense, Alfred Hitchcock, seine Reverenz.“
Der britische Guardian zieht folgendes Fazit: „Ein spannender Verschwörungs-Thriller und eine beunruhigende politische Satire, ein Manchurian Candidate der 2010er Jahre, so fesselnd und unerhört (addictive and outrageous) wie der Bestseller von Robert Harris, auf dem er basiert. Er ist sein unterhaltsamster Film seit Jahren, ein Hitchcock-Albtraum, mit einer andauernden, den Magen hebenden Stimmung von quälender Unruhe […]. Dieser sehr fesselnde Film zeigt, dass Polanski weit von einem Ende als Filmregisseur entfernt ist“.

## Auszeichnungen und Nominierungen
Polański konnte wegen seines Hausarrests den Preis „Silberner Bär“ nicht entgegennehmen, er wurde durch die Produzenten Alain Sarde und Robert Benmussa vertreten.
| Preis                                       | Datum der Verleihung | Kategorie                                         | Ausgezeichnete und Nominierte                               | Resultat  |
| ------------------------------------------- | -------------------- | ------------------------------------------------- | ----------------------------------------------------------- | --------- |
| Argentinische Assoziation der Filmkritiker  | 4. Juli 2011         | Bester nichtspanischsprachiger Film               | The Ghost Writer                                            | Nominiert |
| Internationale Filmfestspiele von Berlin    | 20. Februar 2010     | Goldener Bär                                      | The Ghost Writer                                            | Nominiert |
| Internationale Filmfestspiele von Berlin    | 20. Februar 2010     | Beste Regie (Silberner Bär): (Beste Regie)        | Roman Polanski                                              | Gewonnen  |
| Central Ohio Film Critics Association       | 6. Januar 2011       | Bester Film                                       | The Ghost Writer                                            | Nominiert |
| César                                       | 25. Februar 2011     | Bestes Drehbuch                                   | Robert Harris und Roman Polanski                            | Gewonnen  |
| César                                       | 25. Februar 2011     | Beste Kamera                                      | Paweł Edelman                                               | Nominiert |
| César                                       | 25. Februar 2011     | Bester Regisseur                                  | Roman Polanski                                              | Gewonnen  |
| César                                       | 25. Februar 2011     | Bester Schnitt                                    | Hervé de Luze                                               | Gewonnen  |
| César                                       | 25. Februar 2011     | Bester Film                                       | The Ghost Writer                                            | Nominiert |
| César                                       | 25. Februar 2011     | Beste Filmmusik                                   | Alexandre Desplat                                           | Gewonnen  |
| César                                       | 25. Februar 2011     | Bestes Szenenbild                                 | Albrecht Konrad                                             | Nominiert |
| César                                       | 25. Februar 2011     | Bester Ton                                        | Jean-Marie Blondel, Thomas Desjonquieres und Dean Humphreys | Nominiert |
| Empire Awards                               | 27. März 2011        | Beste Darstellerin                                | Olivia Williams                                             | Nominiert |
| Europäischer Filmpreis                      | 4. Dezember 2010     | Bester Darsteller                                 | Ewan McGregor                                               | Gewonnen  |
| Europäischer Filmpreis                      | 4. Dezember 2010     | Bester Regisseur                                  | Roman Polanski                                              | Gewonnen  |
| Europäischer Filmpreis                      | 4. Dezember 2010     | Beste Musik                                       | Alexandre Desplat                                           | Gewonnen  |
| Europäischer Filmpreis                      | 4. Dezember 2010     | Bester Film                                       | The Ghost Writer                                            | Gewonnen  |
| Europäischer Filmpreis                      | 4. Dezember 2010     | Bester Schnitt                                    | Hervé de Luze                                               | Nominiert |
| Europäischer Filmpreis                      | 4. Dezember 2010     | Bestes Drehbuch                                   | Robert Harris und Roman Polanski                            | Gewonnen  |
| Europäischer Filmpreis                      | 4. Dezember 2010     | People’s Choice Award bester europäischer Film    | The Ghost Writer                                            | Nominiert |
| Evening Standard British Film Awards        | 7. Februar 2011      | Bester Darsteller                                 | Ewan McGregor                                               | Nominiert |
| Evening Standard British Film Awards        | 7. Februar 2011      | Beste Darstellerin                                | Olivia Williams                                             | Nominiert |
| Evening Standard British Film Awards        | 7. Februar 2011      | Bestes Drehbuch                                   | Robert Harris                                               | Nominiert |
| International Federation of Film Critics    | 17. September 2010   | Bester Film                                       | The Ghost Writer                                            | Gewonnen  |
| Gaudí Awards                                | 27. Januar 2011      | Bester europäischer Film                          | The Ghost Writer                                            | Nominiert |
| Globo d’oro                                 | 2. Juli 2010         | Bester europäischer Film                          | The Ghost Writer                                            | Gewonnen  |
| Globo d’oro                                 | 2. Juli 2010         | Bester Verleiher                                  | 01 Distribution                                             | Gewonnen  |
| Goya Awards                                 | 13. Februar 2011     | Bester europäischer Film                          | The Ghost Writer                                            | Nominiert |
| Irish Film & Television Awards              | 12. Februar 2011     | Bester Nebendarsteller -Spielfilm                 | Pierce Brosnan                                              | Gewonnen  |
| London Film Critics’ Circle                 | 11. Februar 2011     | Bester britischer Nebendarsteller                 | Pierce Brosnan                                              | Nominiert |
| London Film Critics’ Circle                 | 11. Februar 2011     | Beste britische Nebendarstellerin                 | Olivia Williams                                             | Gewonnen  |
| Los Angeles Film Critics Association        | 2010                 | Beste Musik                                       | Alexandre Desplat                                           | Gewonnen  |
| Nastro d’Argento                            | 19. Juni 2010        | Bester europäischer Regisseur                     | Roman Polanski                                              | Nominiert |
| National Board of Review of Motion Pictures | 2. Dezember 2010     | Top Independent Films                             | The Ghost Writer                                            | Gewonnen  |
| National Society of Film Critics            | 8. Januar 2011.      | Beste Nebendarstellerin -Spielfilm                | Olivia Williams                                             | Gewonnen  |
| Phoenix Film Critics Society                | 28. Dezember 2010    | Beste Musik                                       | Alexandre Desplat                                           | Nominiert |
| Polnischer Filmpreis                        | 7. März 2011         | Bester europäischer Film                          | The Ghost Writer                                            | Gewonnen  |
| Prix Lumières                               | 14. Januar 2011      | Bester Regisseur                                  | Roman Polanski                                              | Gewonnen  |
| Prix Lumières                               | 14. Januar 2011      | Bester Film                                       | The Ghost Writer                                            | Nominiert |
| Prix Lumières                               | 14. Januar 2011      | Bestes Drehbuch                                   | Robert Harris und Roman Polanski                            | Gewonnen  |
| Satellite Award                             | 19. Dezember 2010    | Bestes Drehbuch                                   | Robert Harris und Roman Polanski                            | Nominiert |
| Satellite Award                             | 19. Dezember 2010    | Satellite Award Beste Regie                       | Roman Polanski                                              | Nominiert |
| Satellite Award                             | 19. Dezember 2010    | Satellite Award Bester Film (Spielfilmdrama)      | The Ghost Writer                                            | Nominiert |
| Satellite Award                             | 19. Dezember 2010    | Satellite Award Bester Nebendarsteller -Spielfilm | Pierce Brosnan                                              | Nominiert |
| USC Scripter Award                          | 4. Februar 2011      | Beste Drehbuchadaption                            | Robert Harris und Roman Polanski                            | Nominiert |
| World Soundtrack Academy                    | 23. Oktober 2010     | Soundtrack-Komponist des Jahres                   | Alexandre Desplat                                           | Gewonnen  |